# Estepa (Sevilla)
Estepa és una localitat de la província de Sevilla, Andalusia, Espanya. L'any 2005 tenia 12.153 habitants. La seva extensió superficial és de 191 km² i té una densitat de 63,6 hab/km². Les seves coordenades geogràfiques són 37° 17′ N, 4° 52′ O. Està situada a una altitud de 535 metres i a 110 kilòmetres de la capital de la província, Sevilla.
La població és coneguda per tenir una important indústria de fabricació de dos dolços típics de Nadal, el mantecado i el polvoró.

## Demografia
| 1996   | 1998   | 1999   | 2000   | 2001   | 2002   | 2003   | 2004   | 2005   | 2006   |
| ------ | ------ | ------ | ------ | ------ | ------ | ------ | ------ | ------ | ------ |
| 11.560 | 11.654 | 11.654 | 11.721 | 11.831 | 11.980 | 12.030 | 12.101 | 12.153 | 12.296 |

## Personatges il·lustres
- Rafael Escuredo Rodríguez, polític